# Kehinde Fatai
Kehinde Abdul Feyi Fatai (n. 19 februarie 1990, Abuja, Teritoriul Capitalei Federale, Nigeria) este un fotbalist nigerian și român, care joacă pe post de atacant la Larissa în Super League Greece 2⁠(d). Pe plan internațional, are prezențe la națională pentru Nigeria U20⁠(d) și Nigeria U23⁠(d).

## Legături externe
- Profil la soccerway.com